# دانشگاه ماساچوست لوول
دانشگاه ماساچوست لوول (به انگلیسی: University of Massachusetts Lowell) یک دانشگاه تحقیقاتی دولتی در لوول واقع در ایالت ماساچوست آمریکا است که در سال ۱۸۹۴ میلادی بنیان‌نهاده شده‌است.

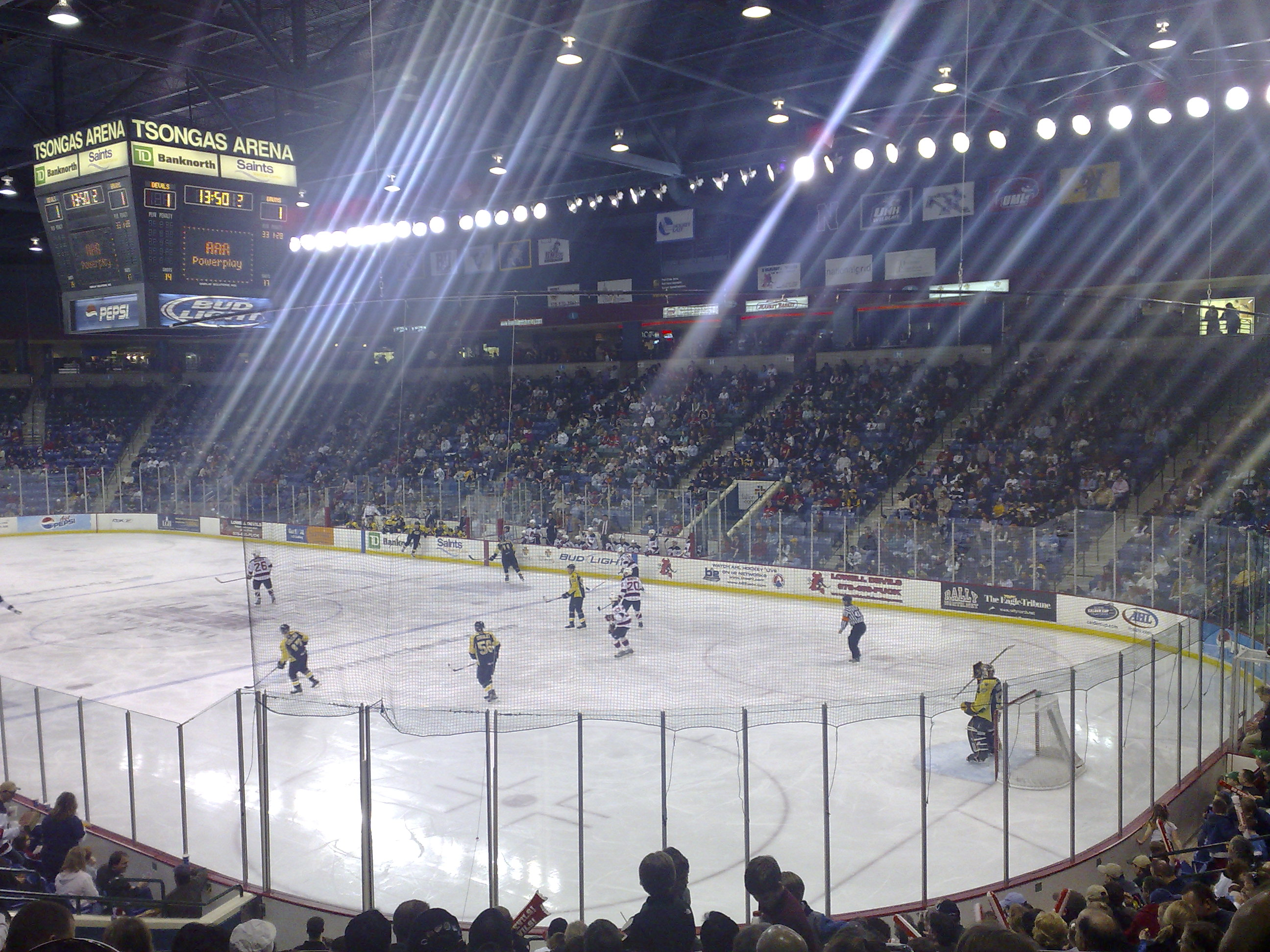
نمای داخلی ورزشگاه تسانگا